# جرالد تومر
جرالد جیمز تومر (به انگلیسی: Gerald James Toomer) (زاده ۲۳ نوامبر ۱۹۳۴ در همپشایر) ریاضیدان و تاریخنگار ریاضیات اهل انگلیس است.
او به کالج کلیفتون در بریستول رفت و سپس در آکسفورد زبانشناسی کلاسیک آموخت و پس از دانش‌آموختگی در همان جا تا سال ۱۹۵۹ ماند. از سال ۱۹۶۵ استاد دانشگاه براون بود. او به پژوهش درباره تاریخ ریاضیات و ستاره‌شناسی در یونان باستان پرداخت و برگردانی نو از المجسطی بطلمیوس و کتابهای ۵ تا ۷ 
مقاطع مخروطی آپولونیوس را منتشر کرد که تنها ترجمه عربیشان (بوسیله بنوموسی) شناخته شده بود. تومر همچنین زندگینامه‌هایی از آپولونیوس، ابرخس و بطلمیوس را در واژه نامه زندگینامه علمی به چاپ رساند. وی از سال ۱۹۸۵ دارای عضویت گوگنهایم است. از شاگردان او می‌توان به یان هوخندایک اشاره کرد.